# Bob Williams (Fußballspieler)
Robert Daniel „Bob“ Williams (* 3. Quartal 1902 in Brymbo; † unbekannt) war ein walisischer Fußballspieler.

## Karriere
Williams spielte Anfang der 1920er Jahre im Lokalfußball von Wrexham für Rhos Church und Brymbo Green. Anfang 1924 wurde er vom örtlichen Profiklub AFC Wrexham auf Amateurbasis in die Mannschaft geholt, nachdem der Verein eine Verletztenmisere zu beklagen hatte und die vorangegangenen zehn Pflichtspiele nicht gewann. Williams debütierte als Linksaußen gemeinsam mit Mittelstürmer Arthur Hughes am 9. Februar 1924 bei einem torlosen Unentschieden gegen den AFC New Brighton in der Football League Third Division North, beiden wurde dabei von der Athletic News bescheinigt „einen positiven Eindruck“ gemacht zu haben. Der Liverpool Echo beurteilte das Debüt der beiden Amateurfußballer, die „bisher kaum mehr als Dorffußball gespielt“ hätten, hingegen deutlich kritischer: diese wären „kaum auf Drittliganiveau“ und seien mit ihrem „Körperbau benachteiligt“.
An den folgenden beiden Spieltagen schlossen sich zwei weitere Einsätze als rechter Außenstürmer jeweils gegen Grimsby Town (1:1 und 0:0) an. Nasch einigen weiteren Auftritten im Reserveteam kehrte er bereits Ende März zu Brymbo Green zurück. Im Sommer 1924 wurde er von New Brighton zu einem Probetraining eingeladen, seine fußballerische Laufbahn setzte er in der Folge aber beim Llandudno FC fort, stand aber zur Saison 1924/25 auch weiterhin auf der Meldeliste von Wrexham. Im März 1926 schloss er sich dem in der Birmingham & District League spielenden Klub Oswestry Town an, bei dem er auch zur Saison 1926/27 zum Spielaufgebot zählte.